# JJ Wilde
Jillian Dowding (née le 3 juillet 1992), plus connue sous le nom de JJ Wilde, est une chanteuse de rock canadienne originaire de Kitchener, en Ontario. Diplômée du Sheridan College, elle a sorti son premier EP, Wilde Eyes, Steady Hands, en 2019. Son premier single « The Rush » a atteint simultanément la première place des classements canadiens de rock moderne, de rock actif et de rock grand public en mai 2020, l'une des onze chansons à avoir accompli cet exploit. Elle a suivi avec son premier album Ruthless en 2020. L'album a remporté le prix de l'album rock de l'année aux Juno Awards 2021, faisant de Wilde la première femme à remporter ce prix en 25 ans, depuis qu'Alanis Morissette l'a remporté en 1996.
Le 20 septembre 2024, elle sort un nouvel album intitulé "Vices".

## Discographie

### Albums studio
- Ruthless (2020)
- Vices (2024)